# Нароч (село)
Нароч (біл. Нарач) — село в Мядельському районі Мінської області Білорусі. Село підпорядковане Нарачанській сільській раді, розташоване в північній частині області.

## Географія
Розташована в мальовничому Білоруському Поозер'ї за 20 км на північний захід від Мяделя, за 29 км від залізничної станції Постави і за 3 км від курортного селища Нароч.

## Історія
До 1964 ріку  — село Кобильнікі (біл. Кабильнікі, Кабильнік, пол. Kobylnik).

## Демографія
Населення — 2,5 тис. осіб (2005).
1641 — 122 чол. 

1866 — 370 чол., у тому числі 190 католиків, 164 юдеїв, 7 православних, 6 мусульман, 4 старовірів. 

1885 — 483 чол. 

1897 — 1054 чол. 

1931 — 900 чол. 

1960 — 1116 чол. 

1998 — 2,7 тис. чол. 

2005 — 2,5 тис. чол.

## Соціально-культурна сфера
У селі є середня і музична школи, будинок культури, бібліотека, лікарня, відділення зв'язку, магазини.

## Пам'ятки

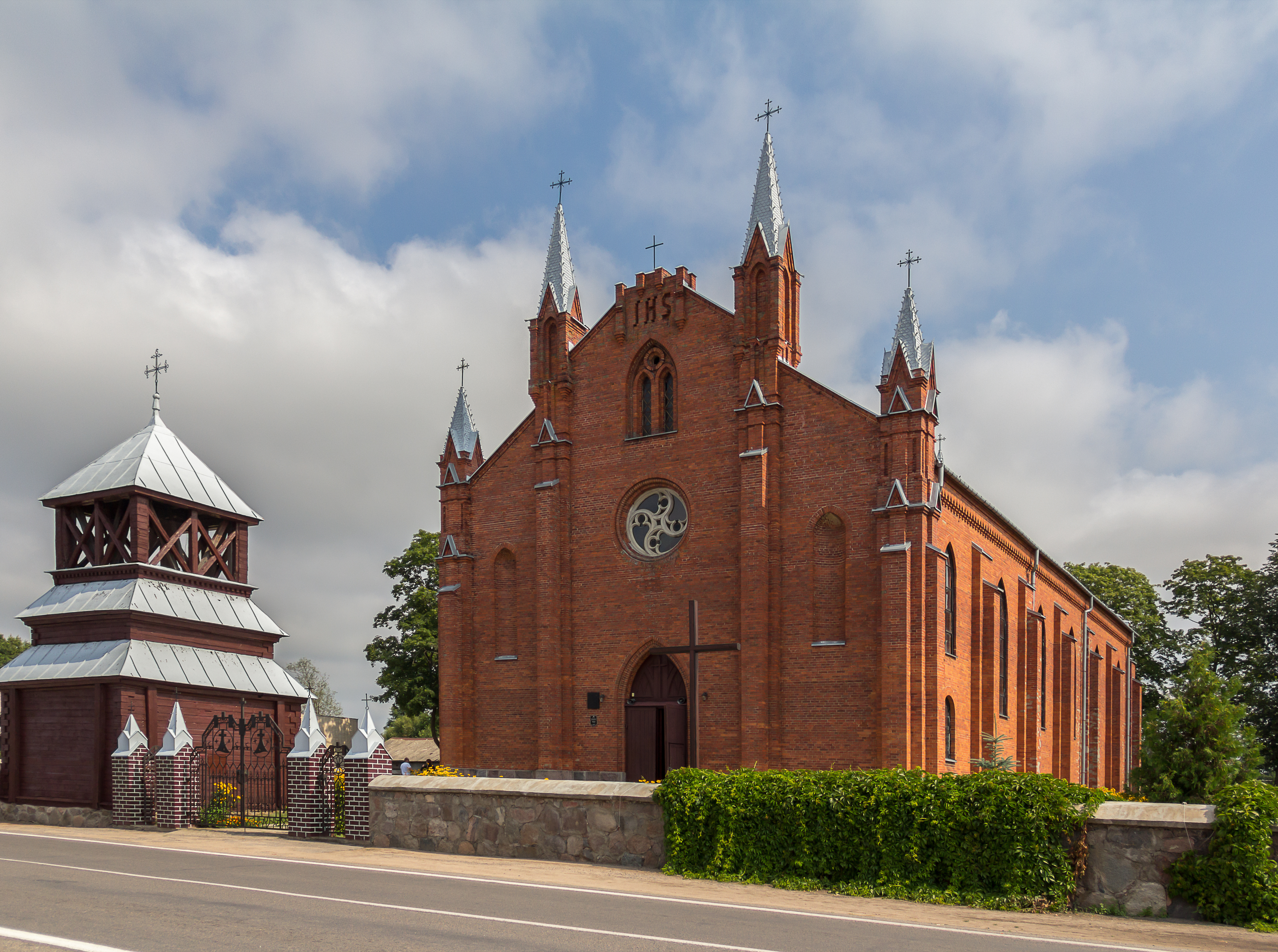
Церква святого апостола Андрія

Неоготичний католицька церква святого апостола Андрія (1901).

## Відомі особи
- Лапицький Ростислав Олександрович